# Geredeli, Şile
Geredeli là một xã thuộc huyện Şile, tỉnh Istanbul, Thổ Nhĩ Kỳ. Dân số thời điểm năm 2010 là 528 người.